# Campaña de Persia (Primera Guerra Mundial)
La Campaña persa o Invasión de Persia (persa: اشغال ایران در جنگ جهانی اول) fueron una serie de campañas que disputaron en el norte del Azerbaiyán persa y Persia occidental el Imperio británico, el ruso, Armenia y fuerzas asirias contra el Imperio otomano. Empezó el 14 de diciembre de 1914 y acabaron con el Armisticio de Mudros del 30 de octubre de 1918; fueron parte de los combates que se libraron en el frente del Oriente Próximo. Las operaciones rusas cesaron con la Revolución de Octubre. El 28 de febrero de 1918 el ejército ruso del Cáucaso fue reemplazado por unidades armenias y una fuerza aliada denominada «Dunsterforce». Lo que permitió a las tropas otomanas ocupar Tabriz el 8 de junio y Urmía el 31 de julio. Masacrando a las poblaciones asirias y armenias que no pudieron refugiarse en Baquba y Hamadan (ocupadas por los británicos), hasta su retirada después de su rendición a finales de octubre.
Las requisas de trigo y animales por parte de los ejércitos aliados (rusos y sobre todo el Británico) provocó una gran hambruna en el país a partir de 1917.

## Antecedentes
Persia era formalmente neutral en la Primera Guerra Mundial. En realidad, las fuerzas persas sufrieron la rivalidad entre los Aliados y las Potencias Centrales y el país tomó partido basándose en esta situación. El interés occidental en Persia se centraba en su gran reserva de petróleo y en su situación estratégica, entre Afganistán y la zona en la que se enfrentaban otomanos, rusos, y británicos. Persia había quedado dividida en dos zonas de influencia: la del norte y la del sur, por el tratado anglo-ruso de 1907. El acuerdo entre las dos potencias remataba las décadas de rivalidad conocidas como «el Gran Juego». El tratado definió las esferas de influencia respectivas en Persia, Afganistán, y Tíbet y proporcionó un contrapeso a la influencia alemana.
Alemania estableció su Agencia de Espionaje para el Este en vísperas de Primera Guerra Mundial, dedicada a promover y sostener agitaciones subversivas y nacionalistas en la India británica y los estados satélites de Persia y Egipto. La agencia participó en misiones subversivas en Persia y Afganistán para desmantelar la Entente anglo-rusa. Las operaciones de la agencia en Persia las dirigía Wilhelm Wassmuss. Los alemanes esperaban liberar Persia de las influencias británica y rusa y crear una cuña entre Rusia y el Imperio británico, que quizá permitiese una invasión de la India británica por ejércitos de la región.
El objetivo estratégico militar otomano o más bien el alemán, fue cortar el acceso de Rusia a los recursos de hidrocarburos en todo el mar Caspio. En línea con los alemanes, el Imperio otomano quería disminuir la influencia de la Entente en esta región, pero por una razón muy diferente. El ministro de la Guerra otomano, Enver Bajá, afirmó que si los rusos eran vencidos en las ciudades persas, la victoria allanaría el camino a Azerbaiyán, Asia Central y la India. El plan de Enver era logar la cooperación de nuevos estados que surgirían en estas regiones una vez eliminada la influencia occidental; era su proyecto panturanio. Su plan política se basaba en la creencia de que ninguna de las potencias coloniales poseía los recursos necesarios para aguantar las tensiones de la guerra mundial y para mantener el dominio de sus colonias asiáticas. Aunque los movimientos nacionalistas en las colonias asiáticas desencadenaron causaron agitación política en casi todas ellas durante la Primera Guerra Mundial y el período de entreguerras, la descolonización a la escala de las ambiciones de Enver no tuvo lugar. Sin embargo, Enver Bajá continuó con sus planes incluso después de la partición del Imperio otomano por las victoriosas potencias de la Entente, hasta su muerte el 4 de agosto de 1922.
En 1914, antes de la guerra, el Gobierno británico había otorgado a la Anglo-Persian Oil Company el contrato de suministro de petróleo para la Marina. La empresa era un ejemplo de la influencia extranjera que Enver deseaba eliminar: los británicos tenían los derechos exclusivos para explotar depósitos de petróleo en todo el Imperio persa, excepto en las provincias de Azerbaiyán, Gilan, Mazendaran, Astarabad y Jorasán.

## Campaña de 1915
En enero de 1915 las tropas otomanas invadieron y ocuparon el noroeste de Persia, su derrota ante una coalición de fuerzas rusas, guerrilleros armenios y tribus asirias el 16 de abril al norte del lago Urmía, supuso su retirada. En noviembre las tropas rusas para asegurar su posición ocuparon Teherán.

## Campaña de 1916
Tras la victoria en Kut en abril de 1916, los otomanos emplearon algunas de las fuerzas que habían combatido a los británicos en Mesopotamia y otras llegadas del oeste para reanudar los combates en Persia. El XIII Cuerpo cedió las divisiones 35.ª y 52.ª al XVIII Cuerpo, ambos encuadrados en el 6.ª Ejército desplegado en Mesopotamia.  A cambio, recibió otras tres: la 2.ª, 4.ª y 6.ª, que estaban en mejores condiciones. Además, se unieron a este cuerpo una brigada de caballería, ciertas unidades de irregulares y grupos de voluntarios nacionalistas persas. Aunque los alemanes prometieron enviar artillería para participar en la operación, nunca lo hicieron.
Los otomanos comenzaron a concentrarse junto a la frontera a finales de mayo, y los rusos intentaron adelantarse a la ofensiva acometiendo a la 6.ª División. Demasiado débiles, fueron rechazados. Los otomanos contraatacaron el 8 de junio, cruzando la frontera otomano-persa. Las divisiones 2.ª y 6.ª avanzaron a lo largo de los estrechos valles de la zona en dirección a Kermanshah; más al norte, la 4.ª División, reforzada por batallones de voluntarios persas, formó el Grupo de Mosul, que se dirigió hacia Sine y Qorveh (Kurdistán) desde Solimania. Los rusos bloquearon el avance meridional en Kerend-e Gharb (Kermanshah) hasta el 30 de junio, cuanto tuvieron que ceder la posición al enemigo. Siguieron replegándose hacia Hamadan, que defendieron entre el 1 y el 9 de agosto, cuando cayó también el poder de los otomanos. Los rusos se retiraron entonces unos cien kilómetros al este para cubrir ciertos puertos de montaña estratégicos y esperar refuerzos. Los otomanos, que habían sufrido bastantes bajas por enfermedad durante la invasión, no se vieron con fuerzas suficientes para seguir avanzando hacia el este y se limitaron a sostenerse en Hamadan. El Grupo de Mosul, que había penetrado bastante menos que las divisiones que habían conquistado Hamadan, cubría el flanco izquierdo de estas, pero se hallaba bastante alejado de ellas para prestarles un apoyo efectivo.

## Campaña de 1917
Los rusos a pesar de la Revolución de Febrero, siguieron en la guerra, coordinando una ofensiva con los británicos, que llevó a ocupar a los otomanos en marzo de 1917 Hamadán, Isfahán y Kermanshah.

## Campaña de 1918
La Revolución de Octubre supuso la retirada de las tropas rusas de este frente y del Cáucaso, lo que aprovecharon las tropas otomanas para ocupar Tabriz y Urmía durante el verano. Los británicos que avanzaban en el frente de Mesopotamia, decidieron reclutar en Hamadán a hombres asirios y armenios refugiados. Enviándolos en septiembre a Sanandaj y otras localidades de la actual provincia de Kurdistán, para evitar que continuaran los otomanos su avance. La firma del armisticio de Mudros el 30 de octubre supuso la retirada del ejército otomano del Azerbaiyán iraní.